# Docalidia ferruginea
Docalidia ferruginea är en insektsart som beskrevs av Fabricius 1803. Docalidia ferruginea ingår i släktet Docalidia och familjen dvärgstritar. Inga underarter finns listade i Catalogue of Life.